# 疏叶当归
疏叶当归（学名：Angelica laxifoliata）为伞形科当归属下的一个种。

## 扩展阅读
- 維基物種上的相關：疏叶当归